# Iam, Caraș-Severin
Iam este un sat în comuna Berliște din județul Caraș-Severin, Banat, România.

## Note

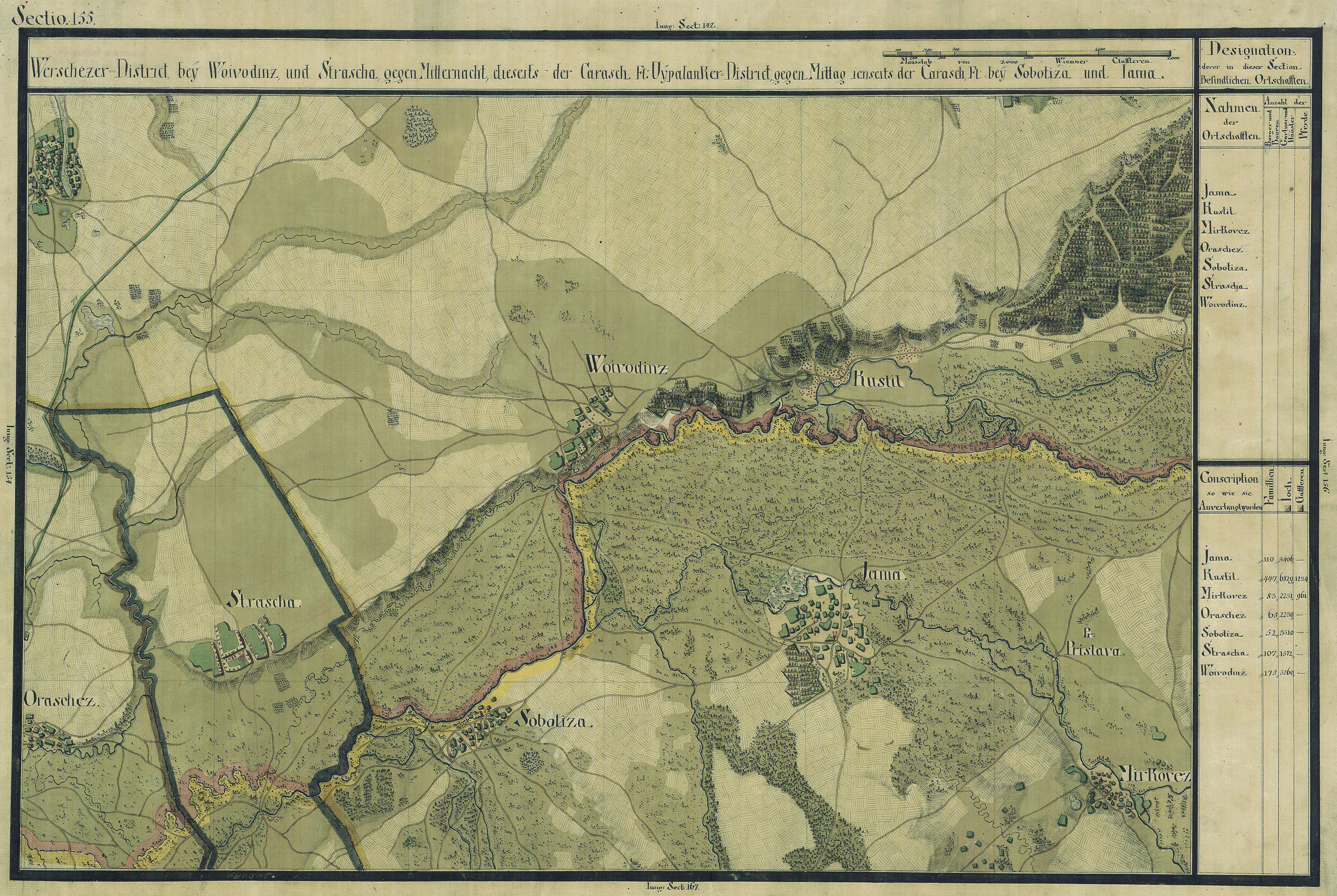
Iam în Harta Iosefină a Banatului, 1769-72